# Randuati
Randuati is een bestuurslaag in het regentschap Pasuruan van de provincie Oost-Java, Indonesië. Randuati telt 1834 inwoners (volkstelling 2010).